# 歌川芳房 (一宝斎)
歌川 芳房（うたがわ よしふさ 、天保8年〈1837年〉 - 万延元年6月10日〈1860年7月27日〉）とは、江戸時代末期の浮世絵師。

## 来歴
歌川国芳の門人。通称は大次郎、歌川の画姓を称し一宝斎と号す。作画期は安政の頃から没年にかけてで、武者絵や横浜絵、人情本、合巻などの挿絵を描いた。享年24、法名は釈速入信士。没後に版行されたと見られる作がある。同門の歌川芳富は「国芳死絵」に国芳とともに芳房の姿を描いており、その画中に没年月日と享年、法名が記されている。

## 作品
- 「（七）情図」　大判錦絵2枚続　ボストン美術館所蔵　※安政6年（1859年）
- 「兄川合戦ノ図」　大判錦絵3枚続　ボストン美術館所蔵　※同上
- 「見立十干之図　蘇鉄の木　太田春長」　大判錦絵　ボストン美術館所蔵　※万延元年
- 「見立十干之図　川中の土　山本道鬼」　同上
- 「見立十干之図　深山の水　佐藤正清」　同上
- 「見立十干之図　馬印の金　遠受京助」　同上
- 「見立十干之図　鉄砲の金　須月重行」　同上
- 「見立十干之図　相図の火　楠正成」　同上
- 「見立十干之図　壺中の水　千葉田辰家」　同上
- 「見立十干之図　船中の火　白藤彦七郎」　同上
- 「見立十干之図　普請の木　此下猿吉郎」　同上
- 「見立十干之図　小栗栖の土　武智道秀」　同上
- 「魯西亜人」　大判錦絵　早稲田大学図書館所蔵　※万延元年
- 「暎咭利口人」　大判錦絵　大英博物館所蔵
- 「英雄太功記　伊木半七勝重」　大判錦絵　静岡県立中央図書館所蔵　※文久2年（1862年）
- 「英雄太功記　櫻井佐吉吉就」　同上
- 「英雄太功記　石川浜助貞友」　同上